# Phan Thị Thanh Tâm
Phan Thị Thanh Tâm là phu nhân của Chủ tịch nước Cộng hòa xã hội chủ nghĩa Việt Nam Võ Văn Thưởng khi chồng bà nhậm chức từ ngày 02 tháng 3 năm 2023 đến ngày 20 tháng 3 năm 2024, khi ông từ chức.
Bà xuất hiện lần đầu tiên trên cương vị Phu nhân Chủ tịch nước Cộng hòa xã hội chủ nghĩa Việt Nam vào lễ đón Toàn quyền Úc David Hurley thăm cấp nhà nước đến Việt Nam vào ngày 04 tháng 4 năm 2023.
Bà được biết đến với cương vị Phó Trưởng văn phòng đại diện phía Nam của Ngân hàng TMCP Ngoại thương Việt Nam.
Chồng bà là nguyên Chủ tịch nước Võ Văn Thưởng từ 2/3/2023 đến 21/3/2024.
Sáng 21/3/2024, Quốc hội đã thống nhất miễn nhiệm chức vụ Chủ tịch nước nhiệm kỳ 2021 - 2026, cho thôi làm nhiệm vụ đại biểu Quốc hội khóa XV với ông Võ Văn Thưởng
Tại phiên họp, lãnh đạo Quốc hội đã trình bày tờ trình của Ủy ban Thường vụ Quốc hội về việc miễn nhiệm chức vụ Chủ tịch nước nhiệm kỳ 2021 - 2026 và cho thôi làm nhiệm vụ đại biểu Quốc hội khóa XV đối với ông Võ Văn Thưởng.
Sau đó, Quốc hội đã bỏ phiếu kín và biểu quyết thông qua nghị quyết về việc miễn nhiệm chức vụ Chủ tịch nước nhiệm kỳ 2021 - 2026 và cho thôi làm nhiệm vụ đại biểu Quốc hội khóa XV (thuộc Đoàn đại biểu Quốc hội TP Đà Nẵng) đối với ông Võ Văn Thưởng.